# 徐哲 (明朝)
徐哲（15世紀—16世紀），字成夫，廣東廣州府南海縣人，明朝政治人物。

## 生平
徐哲是正德八年舉人徐汝勛的兄長，正德十四年（1519年）己卯科廣東鄉試舉人，十五年（1520年）會試中副榜，授合肥教諭，倣效胡瑗教育士子，陞分水知縣，恩威並施革除濫訟和溺女陋習，又教導縣民在山坡耕作，調任新城知縣亦有循良事蹟，卻因被人中傷改官南寧教授，當地人民愚鈍，經他不時講學才知學識，中科舉者加倍，不久稱病辭官回鄉四十多年，和倫以詵等人唱酬，並寫下《半城集》。

## 引用
1. 1 2  同治《南海縣志·卷三十六·列傳五》：徐哲，字成夫，與弟汝勛負才名，先後領賢書，哲副南宮榜，教合肥倣胡瑗造士法，以薦令分水，邑多山嚚訟好溺女，哲化以惠威俗丕革，教民田山麓，及移宰山東新城循良益著；為某所中改南寧教授，寧士椎魯，哲時率講藝人始知學，賓興倍前，謝病家食餘四十載，缶無儲粟，與趙眉溪、倫穗石輩賡酬風雅，著有《半城集》 據郭通志修。
2. ↑  同治《南海縣志·卷二十·選舉表一》：正德朝……徐哲 南寧教諭【教授】，有傳……以上俱己卯科